# 下花園区
下花園区（かかえん-く）は中華人民共和国河北省張家口市に位置する市轄区。

## 行政区画
- 街道:城鎮街道、煤砿街道
- 郷:花園郷、辛荘子郷、定方水郷、段家堡郷